# Convention franco-algérienne de 1830
Traité de paix franco-algérien Accords d'Evian
La convention franco-algérienne de 1830, est, dans l'histoire de l'Algérie, le traité qui met fin au régime de la régence d'Alger et préfigure la période coloniale. Elle est signée le 5 juillet 1830 par Hussein Dey, le dey d'Alger, et le maréchal de Bourmont commandant les troupes françaises lors de l'expédition d'Alger. Ce traité sanctionne la prise d'Alger, sa casbah et la capitulation du dey contre le respect de garanties — notamment des biens, de la religion et des coutumes locales — par les troupes françaises,. S'il fixe le sort d'Alger, il ne porte pas sur le territoire de l'Algérie, ce qui ouvre la voie à de longues campagnes de conquêtes de l'Algérie par la France et à la résistance qui en découle. Ce traité outre les répercussions sur le plan intérieur, a eu des répercussions diplomatiques, notamment auprès de l'Angleterre, de l'Espagne et de l'Empire ottoman.

## Désignations alternatives
La convention est aussi connue comme l'acte de capitulation.

## Suites
Le 10 juillet 1830, le dey quitte Alger avec son harem, sa famille et une suite comprenant 118 personnes dont 58 femmes. Il embarque à bord de la frégate Jeanne d'Arc. Après avoir fait escale à Naples le 3 août, il séjournera Livourne puis à Gênes. Il mourra à Alexandrie en 1838.
Environ 1 300 janissaires sont expulsés, seuls ceux âgés, ou mariés sont autorisés à rester à Alger.

## Effets
Dans la convention (§ 5), la France s'engage à respecter la religion musulmane (islam) et, par conséquent, le statut des biens (statut réel) et celui des personnes (statut personnel) qui lui sont liés. La France adoptera le principe de la personnalité des lois en vertu duquel, sur le territoire algérien, chacun sera jugé selon sa loi : française, musulmane ou juive. La France appliquera ce principe jusqu'à l'indépendance de l'Algérie tout en réduisant son domaine.